# انتونیو سانچز (زاده ۱۹۹۷)
انتونیو سانچز (انگلیسی: Antonio Sánchez؛ زادهٔ ۲۲ آوریل ۱۹۹۷) بازیکن فوتبال اهل اسپانیا است.